# SM ENTERTAINMENT JAPAN
株式会社SM ENTERTAINMENT JAPAN （エスエムエンターテインメントジャパン、英: SM ENTERTAINMENT JAPAN Co.,Ltd.）は、東京都港区に本社を置く日本の総合エンターテインメント企業。
東京証券取引所グロース市場上場銘柄である。前身は、ミヅホ企画工業株式会社（1971 - 1998）。旧社名は、株式会社デジタルアドベンチャー（1998 - 2019）、株式会社ストリームメディアコーポレーション（2019 - 2025）。

## 概要
韓国のエンタテインメント企業・SMエンタテインメント（以下、SM）のグループ会社として、SMアーティストの日本における独占マネジメントを担うほか、韓流専門チャンネル「KNTV」の運営や韓流アーティストの日本ファンクラブ運営などを手がけている。
現社名に「SM ENTERTAINMENT」を冠しているものの、設立当初はSMエンタテインメントとは無関係の企業だった。同社の前身は、1971年12月に建築企画・設計業務を目的として設立されたミヅホ企画工業株式会社である。1998年に株式会社デジタルアドベンチャーへ商号変更すると同時に、事業目的および役員を変更し、デジタルコンテンツ配信事業を開始。その後、ネットワークコミュニケーション、映像・音楽、メディア、マネジメントへと事業を拡大した。
2018年にSMエンタテインメントグループ傘下となり、翌年には株式会社ストリームメディアコーポレーションに商号変更。2020年には、エスエム・エンタテインメント・ジャパンの子会社であるSMEJと合併し、日本におけるSMアーティスト関連の業務を本格的に開始した。
そして2025年には、日本市場におけるグループのプレゼンスを高めることを目的として、現在の社名へと商号変更を行っている。

## 沿革
1998年3月30日付で、同社の前身であるミヅホ企画工業株式会社株主から全株式を株式会社デジタルアドベンチャーの事業推進に賛同した者が譲り受け、商号を株式会社デジタルアドベンチャーに変更を行うと同時に、役員及び事業目的の変更を行い、現事業を発足。 従って、以下の記述は同社が実質的に事業を開始した1998年3月以降についての記載を行い、ミヅホ企画工業株式会社についての記載は簡略化している。

### 前身会社設立
- 1971年（昭和46年）12月 - 本社を東京都港区に置き、建築企画・設計業務等を事業目的として前身のミヅホ企画工業株式会社を設立。
- 1986年（昭和61年）12月 - 本社を神奈川県横浜市に移転。
- 1996年（平成8年） - ミヅホ企画工業株式会社として、事実上休眠状態に入る。

### 商号変更および新事業開始

#### デジタルアドベンチャーに商号変更
- 1998年（平成10年）

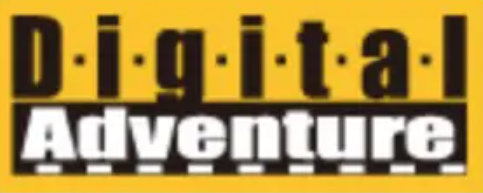
デジタルアドベンチャー

  - 3月 - ミヅホ企画工業株主から全株式を株式会社デジタルアドベンチャーの事業推進賛同者が引き受け、商号を株式会社デジタルアドベンチャー （英: Digital Adventure, Inc.）に変更。本社を東京都渋谷区に置き、ソフトウェア・情報処理関連事業等を事業目的として発足。
  - 4月 - 本社を東京都港区に移転し、事業開始。デジタルコンテンツ配信事業に関し、大手インターネットプロバイダーと配信契約を締結。
- 1999年（平成11年）
  - 8月 -「デジブック」のインターネット上での独占販売権を取得。
  - 9月 - デジタルカレンダー特許出願。
- 2000年（平成12年）
  - 7月 - 株式を大阪証券取引所ナスダック・ジャパン（現：東京証券取引所JASDAQ市場）に上場。
  - 10月 - 日本電気との事業提携により、ポータル事業に進出。
  - 12月 - 大手コンビニエンスストアでの物販事業開始。
- 2002年（平成14年）
  - 4月 - 自社課金による総合アミューズメントサイト『アミューズメント・コンビニエンス冒険屋』 サービス開始。
  - 5月 - ネットゲーム事業としてポータルサイト『ネットゲームセンター』サービス開始。
  - 12月 - ポータル事業・ネットゲーム事業からの撤退の決議。

#### 韓流コンテンツ強化による事業拡大
- 2004年（平成16年）11月 - 韓流ポータルサイト「韓流Now!」の配信開始、韓流コンテンツ事業開始。
- 2005年（平成17年）
  - 2月 - テレネット・ジェイアール（現：アイロゴス）を買収。
  - 4月 - 韓国テレビドラマ「悲しき恋歌」がフジテレビにて放送開始、ライツ事業開始。
  - 8月 - グローバルアクセス、ザ・ネット・プラン（現：日本ブレイス）、アルジーを買収。
  - 11月 - ドーンエンターテイメントジャパン（2011年3月、DA Musicへ社名変更）、ドーンミュージック（2011年3月、DA Music Publishingへ社名変更）を設立し、音楽事業に参入[3]。
- 2006年（平成18年）
  - 1月 - 有限会社アフラ（株式会社アフラへ改組）を買収。
  - 3月 - 株式会社アイ・シー・エスを設立。
  - 7月 - 株式会社ブロッコリーと業務提携[4]。
  - 8月 - ソン・スンホン、キム・レウォンのオフィシャルファンクラブがスタート、ファンクラブ事業開始。
- 2007年（平成19年）
  - 3月 - ソン・スンホンジャパンファンミーティング2007をさいたまスーパーアリーナにて開催、イベント事業が本格始動。
  - 6月 - 國枝信吾が代表取締役社長に就任[5]。
- 2008年（平成20年）
  - 1月 - アフラ清算結了。
  - 2月 - アイ・シー・エス清算結了。
  - 8月 - eコマースサイト「bofi（後のDATVshopping）」の運営がスタート、物販事業が本格始動。
  - 10月 - 矢島重比古が代表取締役社長に就任[6]。
- 2009年（平成21年）
  - 2月 - KEYEAST（英語版）の日本子会社・ビーオーエフインターナショナル（BOFi）と合併契約締結[7]。
  - 5月 - BOFiを吸収合併[7]、マネジメント事業開始[注 5]。これに伴い、キーイーストが主要株主及びその他の関係会社となり[9][10]、8月には本社を移転した[11]。
  - 10月 - スカパー!にテレビ局「DATV」を開局、放送事業開始[12]。
- 2010年（平成22年）
  - 2月 - インプレスイメージワークス、ドラゴンコンテンツ、NECビッグローブとともに、プレイステーション・ポータブル（PSP）向けの動画ダウンロード配信サービスを開始[13]。
  - 6月 - 大国男児、キム・ヒョンジュンと日本におけるマネジメント契約を締結[14][15]。

#### KEYEAST傘下へ／グループ事業を再編し、エンターテインメントに事業集約
- 2011年（平成23年）

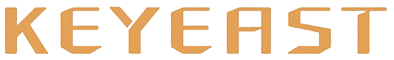
キーイースト

  - 4月 - キム・スヒョンとマネジメント契約を締結[16]。
  - 6月 - KEYEAST（英語版）が親会社となる[17]。
  - 7月 - アルジーが連結子会社から持分法適用会社へと異動[18]。
  - 11月 - グループ事業再編により、キントーンジャパンを設立し、グラビア関連のデジタルコンテンツ配信事業を同社へ移管。グラビア以外のデジタルコンテンツ配信事業は、アイロゴスへ移管された[19]。
- 2012年（平成24年）10月 - ザ・ネット・プランの株式を一部売却し、連結子会社から持分法適用会社へと異動。
- 2013年（平成25年）
  - 5月 - アイロゴスとキントーンジャパンの全株式を売却[20]、エンターテインメントに事業集約。
  - 6月 - ドラゴンコンテンツの全株式を売却。
  - 10月 - 裴聖雄が代表取締役社長に就任[21]。
- 2014年（平成26年）
  - 1月 - 日本ブレイスの全株式を売却。
  - 2月 - DATVとMBC MUSICの共同制作番組「SHUFFLE AUDITION」にて結成された、日韓5人組ボーイズグループ・BEE SHUFFLEを輩出[22]。
  - 2月 - 李命学が代表取締役社長に就任[23]。
  - 3月 - アルジーの議決権所有割合の低下により、持分法適用関連会社から除外。
  - 7月 - KNTV株式会社へ資本参加し、同社を持分法適用関連会社化[24]。

### SMEグループとの関係強化

#### SMジャパンの資本参加
- 2016年（平成28年）
  - 2月 - KNTV株式会社と合併契約を締結[25]。
  - 5月 - KNTV株式会社を吸収合併し、自社テレビ局が「KNTV」「DATV」の2局体制となる[26]。
  - 9月 - エスエム・エンタテインメント・ジャパン（以下、SMジャパン）が資本参加[27]。
- 2017年（平成29年）
  - 2月 - 防弾少年団（BTS）と日本マネジメントの専属契約を締結[28]。
  - 3月 - 崔官鎔が代表取締役社長に就任[29]。

#### SMEグループ傘下へ、ストリームメディアコーポレーションに商号変更
- 2018年（平成30年）

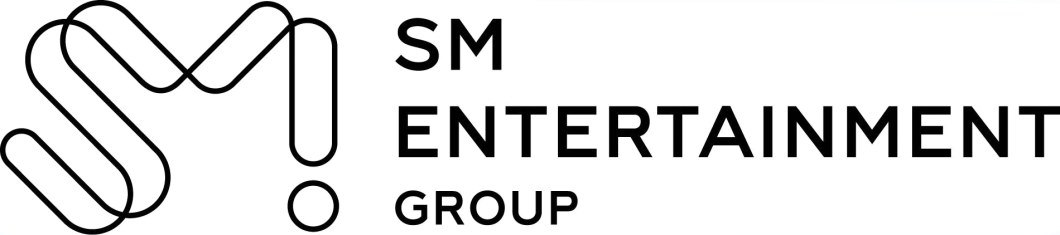
SMエンタテインメントグループ

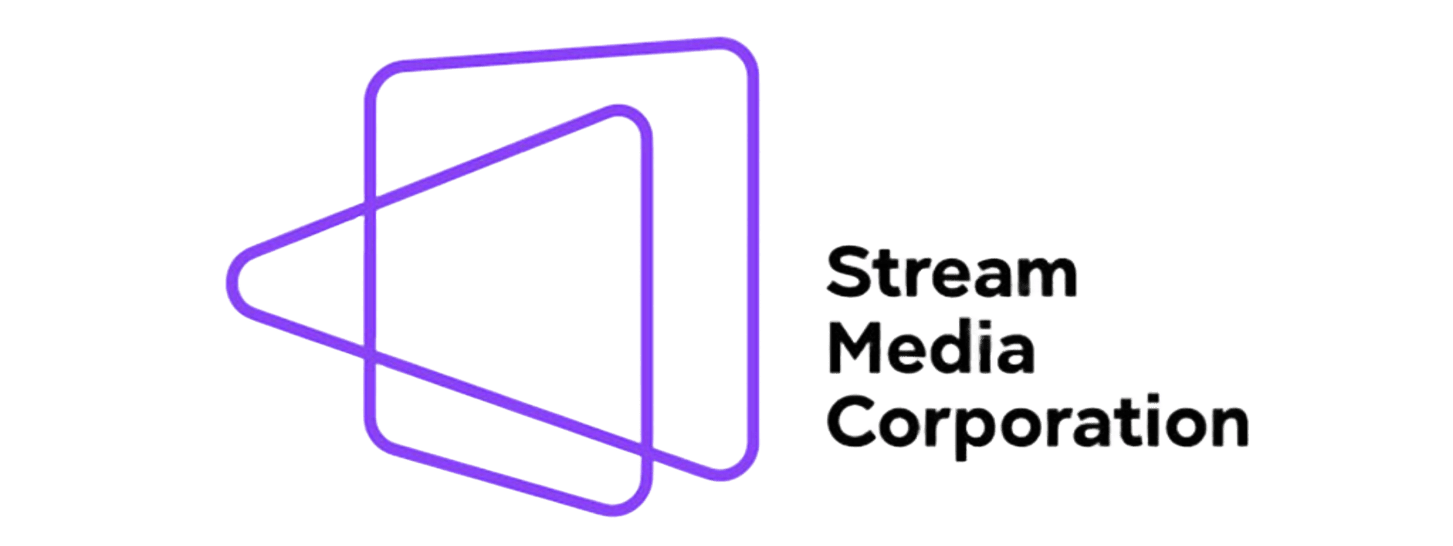
ストリームメディアコーポレーション

  - 1月 - 新チャンネル「Kchan！韓流TV」開局、リニア配信開始[30]。
  - 7月 - SMエンタテインメントグループの傘下となる[31][32]。
  - 9月 - グループとしてのブランディング化を図るため、2019年1月に商号を変更することを発表[33]。
- 2019年（平成31年／令和元年）
  - 1月 - 株式会社ストリームメディアコーポレーション（英: Stream Media Corporation）に商号変更[34]。
  - 2月 - 本社を六本木グランドタワーに移転。
  - 5月 - BSデジタル放送新規参入したが、落選[35][36]。

#### SMEJと合併、SMジャパン主要子会社へ
- 2020年（令和2年）
  - 3月 - 韓国エンタメグッズ専門オンラインショップ「K1stshop」をオープン。また、既存のオンラインショップ「DATVshopping」を終了[37]。
  - 5月 - SMジャパンの子会社・株式会社SMEJと合併契約を締結[1][38]。
  - 8月 - SMEJを吸収合併[1]。本合併に伴い、同社から承継したエブリシングジャパン及びBeyond Live Corporation（BLC）の2社を子会社化[39][40]。SM所属アーティストの日本国内マネジメントを開始した[41]。同時に、親会社及び筆頭株主がキーイーストからSMジャパンへと変更された[42]。
  - 12月 - 子会社・SMCブロードキャスティングの清算結了[43]。
- 2021年（令和3年）
  - 3月 - 子会社・DA Musicの清算結了[44]。また、「Kchan！韓流TV」のサービスを終了。
  - 4月 - ファン・イニョプとマネジメント契約を締結[45]。
  - 5月 - DATVの放送を終了[46]。
  - 6月 - 子会社・DA Music Publishingの清算結了[47]。
- 2022年（令和4年）
  - 2月 - 金東佑が代表取締役社長に就任[48]。
  - 6月 - BLCの株式をドリームメーカーエンターテインメントに一部売却し[49]、BLC及びBeyond Live Japan（孫会社）を連結子会社から除外[50]。
- 2023年（令和5年）3月 - 株式会社カカオが、SMエンタテインメントの筆頭株主となったことにより、カカオグループ傘下となる[51]。
- 2024年（令和6年）
  - 5月 - tripleSの日本マネジメントを、Ligareaz[注 6]と共同で担当することを発表[52]。
  - 12月 - SMEJ Plusのファンクラブ企画業務を受託[53]。

#### SM ENTERTAINMENT JAPANへ商号変更
- 2025年（令和7年）

SM ENTERTAINMENT JAPAN

  - 2月 - SMエンタテインメントグループであることを明確にし、持続可能な成長と中長期的な企業価値の向上を目指すため、2025年6月に商号を変更することを発表[54]。
  - 6月 - 株式会社SM ENTERTAINMENT JAPAN（英: SM ENTERTAINMENT JAPAN Co.,Ltd.）に商号変更[注 7] 。

## 役員
2024年12月現在。括弧内はグループ会社の兼務役職。
- 代表取締役社長 : 金 東佑
- 取締役 : 許 星振
- 取締役 : 山田 政彦（SMEJ Holdings / エブリシングジャパン取締役）
- 取締役 : 金 亨柱（SMEJ Holdings取締役 / SMEJ Plus代表取締役）
- 取締役 (社外) : 金 紀彦
- 常勤監査役 : 大村 健夫（エブリシングジャパン監査役）
- 監査役 (社外) : 片岡 朋行
- 監査役 (社外) : 上田 浩之

## 事業内容

### エンターテインメント事業

#### マネジメント事業
所属アーティストの日本における活動全般マネージメント業務を行っている。また2020年より、SMエンタテインメント所属アーティストの日本国内マネジメントを展開している。

#### ファンクラブ事業
日本公式ファンクラブ運営、公式グッズ販売およびファンミーティング開催などを行っている。韓国俳優や他社所属アーティストを中心に展開（SM所属アーティストを除く）。

#### モバイル事業
キャリア公式モバイルサイトの企画・運営を行っている。
- ペ・ヨンジュン公式サイト「BYJ Official Mobile Site」

#### MD事業
所属アーティスト関連グッズをはじめ、商品企画および販売を行っている。
- グッズ制作・物販
- ECサイト「K1stshop」運営

### ライツ&メディア事業

#### 放送事業
CS衛星放送局の韓国エンターテインメント総合チャンネル『KNTV』の運営。韓国地上波の大型ドラマを中心に、ニュース・K-POP・バラエティと最新のコンテンツを日本で放送している。また、音楽ライブやファンミーティングのオンラインイベントの生中継も実施している。

#### ライツ事業
韓国を中心にアジア圏のドラマ・バラエティ・映画等の映像作品の諸権利を取得して事業化（放送権販売・配給事業・DVD事業等）している。

## 所属アーティスト

### 現在
公式サイトに準拠。※印は、エイベックス・スタイルスにも所属。
- KANGTA
- BoA（※）
- 東方神起（※）
- SUPER JUNIOR（※）
- 少女時代
- SHINee
- EXO（※）
- Red Velvet（※）
- NCT 127（※）
- NCT DREAM（※）
- WayV（※）
- aespa
- RIIZE
- NCT WISH（※）
- nævis
- Hearts2Hearts
- ジニョン (GOT7)
- tripleS[注 10]
- ショウヘイ（MYTRO）

### 過去
検証可能な人物のみ記載
- 大国男児（2010年 - 2013年）[62]
- BEE SHUFFLE（2014年 - 2017年）[63]
- キム・ヒョンジュン（SS501／2018年に新会社を設立し移籍[64]）
- ク・ハラ（元KARA／2019年6月に尾木プロへ移籍後[65]、同年11月に死去[66]）
- イ・ヒョヌ（ - 2019年）
- 防弾少年団 (BTS)（2017年 - 2018年頃）[注 11]
- キム・スヒョン（2011年 - 2022年）
- パク・ソジュン（ - 2022年）
- チュ・ジフン
- ペ・ヨンジュン（2009年 - 2023年）
- ウ・ドファン（2019年 - 2023年）
- ファン・イニョプ（2021年 - 2025年）

## 運営ファンクラブ

### 現在
| アーティスト   | FC名                                              |
| -------------- | ------------------------------------------------- |
| イ・ビョンホン | イ・ビョンホン ジャパン オフィシャル ファンクラブ |
| ジニョン       | JINYOUNG JAPAN OFFICIAL FANCLUB                   |
| イ・ミンホ     | LEE MINHO JAPAN OFFICIAL FANCLUB「MINOZ」         |

### 過去
| アーティスト       | FC名                                              | 備考                                                  |
| ------------------ | ------------------------------------------------- | ----------------------------------------------------- |
| ジェリー・イェン   | Milky Way                                         | 2016年12月1日に運営をdeemadeへ移管                    |
| 防弾少年団（BTS）  | 防弾少年団 JAPAN OFFICIAL FANCLUB                 | 2019年6月1日に運営をBig Hit Entertainment Japanへ移管 |
| ク・ハラ (KARA)    | With HARA                                         | 2019年6月30日をもって運営終了                         |
| イ・ヒョヌ         | Smile H.Box                                       |                                                       |
| キム・レウォン     | キム・レウォン ジャパン オフィシャル ファンクラブ | 2020年1月31日をもって運営終了                         |
| Highlight          | Highlight JAPAN OFFICIAL FANCLUB                  | 2020年6月1日に運営をロム・シェアリングへ移管          |
| Seven O'clock      | WE♥R.O.S.e                                        | 2021年3月のグループ解散に伴い運営終了                 |
| 少女時代           | SONE JAPAN                                        | 2021年12月に運営をSMEJ Plusへ移管                     |
| SHINee             | SHINee WORLD J                                    | 2021年12月に運営をSMEJ Plusへ移管                     |
| MAMAMOO            | MOOMOO JAPAN                                      | 2022年1月6日に運営をRBW JAPANへ移管                   |
| キム・スヒョン     | always KIM SOO HYUN                               | 2022年3月に運営をTIMO Japanへ移管                     |
| イ･ジャンウ        | JANGZOONA                                         | 2022年4月に運営を移管                                 |
| INFINITE           | INSPIRIT Japan                                    | 2022年をもって運営終了                                |
| チ・チャンウク     | チ・チャンウク ジャパンオフィシャルファンクラブ   |                                                       |
| パク・ソジュン     | JUNNER                                            | 2022年5月12日に運営をS27 ENTERTAINMENT JAPANへ移管    |
| RAIN               | RAIN JAPAN OFFICIAL FANCLUB                       | 2022年7月31日をもって運営終了                         |
| ヨ・ジング         | YEO U JAPAN                                       | 2023年をもって運営終了                                |
| キム・ヒョンジュン | HENECIA JAPAN                                     | 2023年9月14日に運営をWORLD ENTERTAINMENTへ移管        |
| ウ・ドファン       | DOHWANEY                                          | 2023年10月2日に運営を移管                             |
| ファン・イニョプ   | HIYILY JAPAN                                      | 2024年11月30日をもって運営終了                        |
| ソン・スンホン     | SH&Asto JAPAN                                     | 2025年1月24日に運営をANYLANDへ移管                    |

## 子会社
株式会社エブリシングジャパン （英: EVERYSING JAPAN Co.,Ltd.）は、東京都港区に本社を置く日本の企業で、SMエンタテインメントグループのEVERYSING、ユニバーサルミュージックジャパン、エイベックス・ヴァンガードの3社により設立された合弁会社。デジタルコンテンツサービスの企画・運営を軸とし、無料カラオケアプリ「everysing」の日本運営を行っていた。

### 沿革
- 2014年4月30日 - SMエンタテインメントのイ・スマン会長、エイベックス・グループ・ホールディングス代表取締役CBOの林真司、ユニバーサルミュージックジャパン社長兼CEO藤倉尚が、デジタル音楽ビジネスを手がける合弁会社「エブリシングジャパン」を設立することで合意し、都内で調印式を行った[87]。新合弁会社はデジタルコンテンツ分野で新たなビジネスモデルを展開する方針であり、SMが開発したカラオケアプリ「everysing」を同年9月に日本で配信するなど、デジタル分野での新規事業展開を目指すという[88]。
- 2014年5月1日 - EVERYSING（SMEグループ）、ユニバーサルミュージックジャパン、エイベックス・ヴァンガードの3社により、株式会社エブリシングジャパン（ESJ）を設立[89]。本社は、S.M.エンタテインメント・ジャパン（SMジャパン）と同じ東京都港区のGOODWILL青山ビル内に置かれた。
- 2018年3月 - 本社を六本木グランドタワーに移転。
- 2020年
  - 4月 - SMジャパンが株式会社SMEJを新設したことにより、ESJはSMEJの子会社となる。
  - 8月 - ストリームメディアコーポレーション（SMC、現：SM ENTERTAINMENT JAPAN）がSMEJを吸収合併[1]。これにより、SMCの子会社となる。
- 2023年11月6日 - 「everysing」の日本運営を終了。なお、会社は存続している。

## 過去の主な事業

### デジタルコンテンツ配信事業
1998年より開始した、かつての主要事業。2011年のグループ事業再編により、不採算コンテンツサイトを閉鎖する一方、採算性・成長性が見込まれるコンテンツサイトを同事業を運営する子会社キントーンジャパン（新設）、アイロゴスへ移管。同事業を子会社に集約したのち、2013年に当該子会社を売却した。

### 外食事業
2009年のビーオーエフインターナショナルとの合併により事業開始。「高矢禮」ブランドを展開していたが、2012年に事業撤退。
- 高矢禮 - 韓国伝統料理店
- 高矢禮 火 - 韓国居酒屋料理店[90]
- 高矢禮 健 - 総菜ショップ[91]
- 高矢禮弁当 - セブン-イレブンとのコラボ商品[92]
- 高矢禮 紅参 Beauty[93] など

### 放送事業
放送事業は継続しているが、2021年に以下の2チャンネルを閉局。
- DATV - 2009年開局。韓国の芸能番組や、韓国・台湾・中国のドラマを編成する。2021年5月31日をもって閉局。
- Kchan！韓流TV - 2018年開局。スマホで視聴できる韓流専門チャンネル。2021年をもってサービス終了。

## 過去のグループ企業

### 親会社
- KEYEAST Co.,Ltd.（英語版）

### 子会社
- The Net Plan International, Inc.
- 株式会社アフラ - インターネット関連のシステム開発
- 株式会社アイ・シー・エス - 輸入化粧品販売
- DIGITAL PAYMENT SOLUTION PTE, LTD.
- 株式会社アイロゴス（旧：テレネット・ジェイアール）- デジタルコンテンツ配信
- 株式会社キントーンジャパン - 上記と同じ
- 株式会社ドラゴンコンテンツ - 上記と同じ
- 株式会社グローバルアクセス - 課金・決済サービス
- 株式会社DA Music（旧：ドーンエンターテイメントジャパン）- レコード会社
- 株式会社DA Music Publishing（旧：有限会社ドーンミュージック）- 音楽出版社
- 株式会社SMCブロードキャスティング
- 株式会社Beyond Live Corporation - Beyond LIVEの運営
  - 株式会社Beyond Live Japan - 国内外アーティストの招聘

### 関連会社
- ARUJI KOREA
- 株式会社日本ブレイス（旧：ザ・ネット・プラン）- 物販事業（子会社から異動）
- 株式会社アルジー - 放送番組送出・映像ソフト編集事業（子会社から異動）
- KNTV株式会社 -「KNTV」旧運営会社

## 主な取引先

### エンターテインメント部門
- エイベックス・ミュージック・クリエイティヴ
- ユニバーサルミュージック合同会社
- ライフデザイングループ

### ライツ&メディア部門
- MBC
- SM Culture & Contents
- U-NEXT
- NBCユニバーサル
- Beyond Live Corporation
- スカパー・エンターテインメント
- JCOM

（出典：2024年3月事業計画書）

## テレビ番組
- エンタメ未来戦略(仮)（2023年7月8日、BSよしもと）- 出演：金東佑（代表取締役社長）[95]

## 事件・不祥事・問題

### 社員による資金の私的流用
2006年4月、デジタルアドベンチャー（当時）の従業員が、担当していた子会社の資金を私的に流用していたことが判明した。社内調査の結果、流用総額は約1,854万円に上り、発覚後に本人から約117万円の返済があった。
この事態を受け、同社は所轄警察署に通報し刑事告訴を行った。また、当該従業員の銀行口座の仮差押えを申し立て、懲戒解雇処分を実施した。

### 韓国ドラマ放送を巡る仮処分
2012年10月より、自社テレビ局「DATV」にて放送を予定していた韓国ドラマ『Dr.JIN』について、同作品が制作過程において漫画家・村上もとかの著作物を無断で改変したものであるとして、村上は放映禁止の仮処分命令を申し立てた。デジタルアドベンチャーは、当該ドラマの放送に問題はないと主張したが、同年10月5日、東京地方裁判所は村上側の主張を認め、同社に対し、当該ドラマの放送および公衆送信の差止めを命じる仮処分決定を下した。

### インサイダー取引
2020年に行ったSMEJとの合併を巡り、契約締結の交渉を担当していたエスエム・エンタテインメント・ジャパンの女性社員が、知人男性に利益をもたらす目的で未公開情報を漏洩した。